# Helina trinubilifera
Helina trinubilifera este o specie de muște din genul Helina, familia Muscidae. A fost descrisă pentru prima dată de Malloch în anul 1921. Conform Catalogue of Life specia Helina trinubilifera nu are subspecii cunoscute.